# Cestoplanidae
Famille
Les Cestoplanidae sont une famille de vers plats marins du sous-ordre des Cotylea (ordre des Polycladida).

## Systématique
Le nom valide complet (avec auteur) de ce taxon est Cestoplanidae Lang, 1884.

### Liste des genres
Selon la base de données World Register of Marine Species (21 novembre 2023), la famille des Cestoplanidae regroupe les genres suivants :
- genre Acestoplana Faubel, 1983 -- 1 espèce
- genre Cestoplana Lang, 1884 -- 9 espèces
- genre Cestoplanella Faubel, 1983 -- 1 espèce
- genre Cestoplanides Faubel, 1983 -- 1 espèce
- genre Cestoplanoida Faubel, 1983 -- 1 espèce
- genre Eucestoplana Faubel, 1983 -- 3 espèces